# Stanglomyces
Stanglomyces es un género de hongos de la familia Tricholomataceae. Es un género monotípico; su única especie, Stanglomyces taxophilus, se encuentra en América del Sur. La especie fue descrita como nueva para la ciencia por J. Raithelhuber en 1985.